# Madaba
Cet article concerne une ville de Jordanie. Pour le plat traditionnel comorien, voir Mataba.
Madaba (en arabe arabe : مادبا, dit mādabā) est le chef-lieu de la subdivision de Madaba et une ville de 86 000 habitants en Jordanie à 30 km au sud d’Amman au bord de la route des Rois qui mène à Kerak et à Pétra.

## Histoire de Madaba

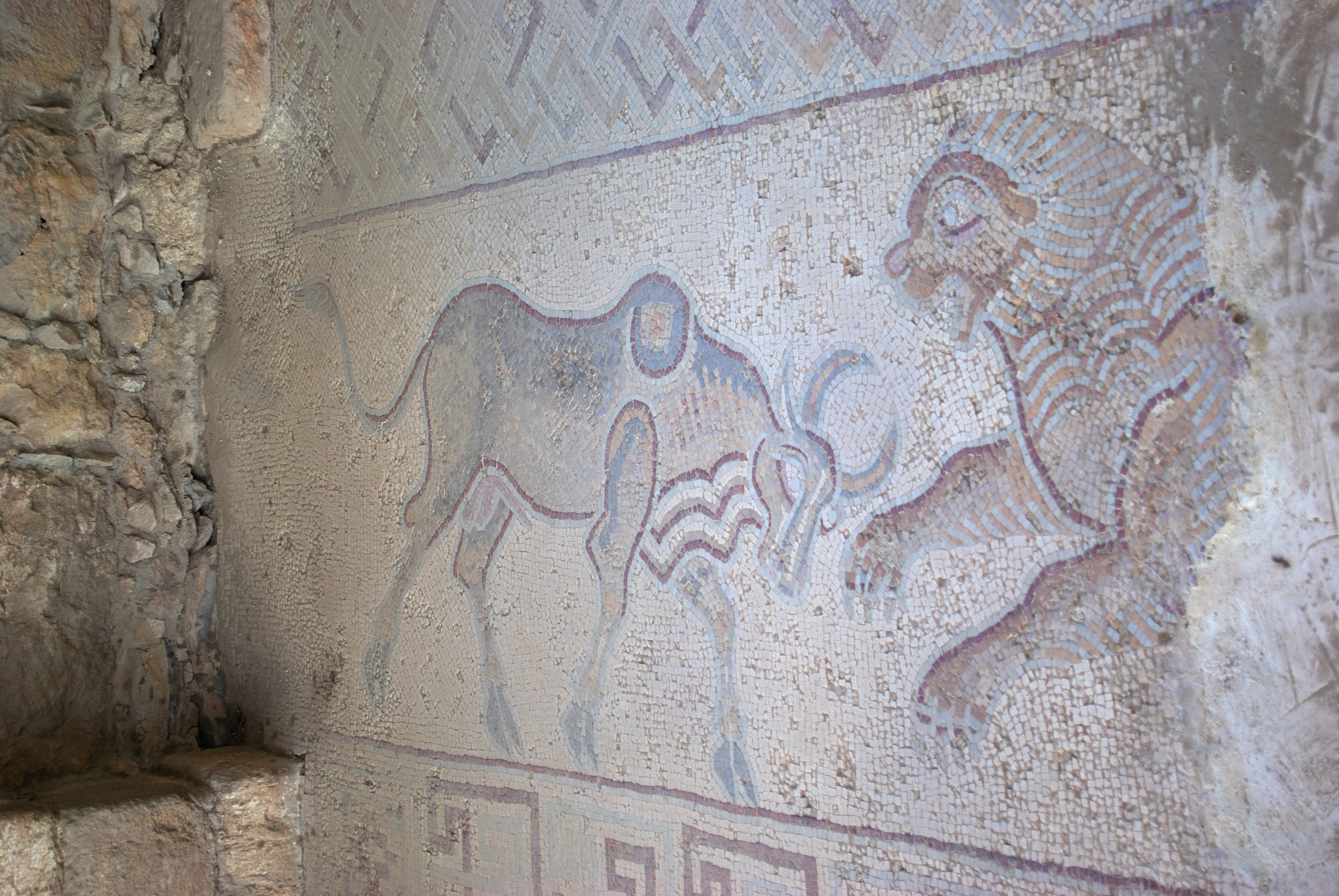
Sol mosaïqué présentant un lion attaquant un bovidé

La ville est citée dans la Bible. La route romaine et les vestiges de l’architecture urbaine sont toujours présents dans le centre de la ville moderne. 
Madaba est réputée pour ses mosaïques byzantines et omeyyades. La plupart des mosaïques se trouvent au nord de la ville. Pendant l’époque byzantine – omeyyade, dans la partie nord – traversée par une route romaine bordée de colonnes – furent construits l’église de la Carte de la Palestine, la salle Hippolyte, l’église de la Vierge, l’église du prophète Elie avec une crypte, l’église des Saints-Martyrs (Al-Khadir), le Palais Brûlé et l’église de la famille Szunna. La plus célèbre de ces mosaïques est la carte de Madaba, datant du VIe siècle, dans l'église saint-Georges.

Reproduction de la carte de Madaba créée par Paul Palmer, architecte à Jérusalem, en 1901, et publiée dans Zeitschrift des deutschen Palästinavereins, en 1906.

L’église des Apôtres date de l’époque de l’archevêque Sergius, en 578. Une médaille centrale représente la mer (« thalassa ») figurée par une femme qui porte dans sa main gauche un drapeau ressemblant à du caoutchouc. Son bras droit est orné de bracelets.
L’église de la Vierge date de la fin du VIe siècle, elle a été construite sur la route romaine en utilisant des vestiges d’un monument romain. Les mosaïques de l’église ont été restaurées pendant l’époque omeyyade.

## Musée
Le musée archéologique a été créé en 1962. Il abrite notamment la mosaïque Satyros, celle d’une danseuse, la mosaïque du Paradis et l’église de Suwaytha. 